# نينو ليما
نينو ليما (بالإسبانية: Nino Lema)‏ هو مدرب كرة قدم ولاعب كرة قدم إسباني في مركز الدفاع، ولد في 12 سبتمبر 1964 في فيغو في إسبانيا. لعب مع إسبانيول ورايو فايكانو وريال مايوركا وسيلتا فيغو ونادي ألكويانو ونادي تينيريفي.